# Seward (Nebraska)
Seward es una ciudad ubicada en el condado de Seward en el estado estadounidense de Nebraska. En el Censo de 2010 tenía una población de 6964 habitantes y una densidad poblacional de 624,14 personas por km².

## Geografía
Seward se encuentra ubicada en las coordenadas 40°54′33″N 97°5′46″O / 40.90917, -97.09611. Según la Oficina del Censo de los Estados Unidos, Seward tiene una superficie total de 11.16 km², de la cual 11.07 km² corresponden a tierra firme y (0.81%) 0.09 km² es agua.

## Demografía
Según el censo de 2010, había 6964 personas residiendo en Seward. La densidad de población era de 624,14 hab./km². De los 6964 habitantes, Seward estaba compuesto por el 96.75% blancos, el 0.56% eran afroamericanos, el 0.36% eran amerindios, el 0.59% eran asiáticos, el 0.03% eran isleños del Pacífico, el 0.34% eran de otras razas y el 1.36% pertenecían a dos o más razas. Del total de la población el 1.92% eran hispanos o latinos de cualquier raza.